# Ardnave Steading

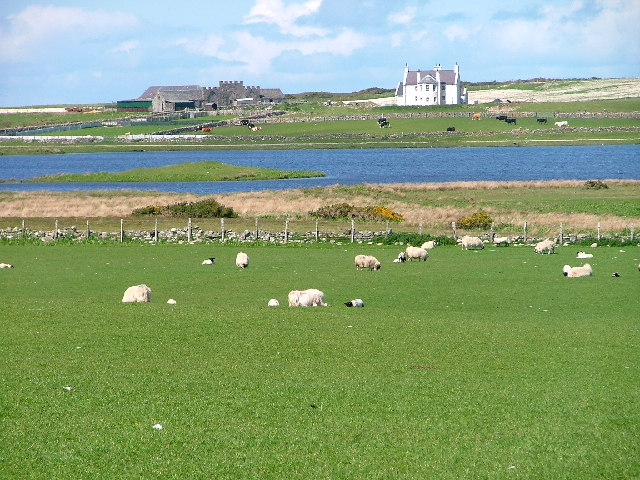
Blick über Ardnave Loch; rechts ist Ardnave House, links die Stallungen zu sehen.

Als Ardnave Steading werden die Wirtschaftsgebäude des landwirtschaftlichen Anwesens Ardnave House bezeichnet. Die Gebäude befinden sich in der schottischen Siedlung Ardnave im Nordwesten der Hebrideninsel Islay. Am 20. Juli 1971 wurde Ardnave Steading in die schottischen Denkmallisten in der Kategorie B aufgenommen. Das exakte Baujahr der Gebäude ist nicht überliefert. Historic Scotland gibt an, dass sie im 18. Jahrhundert gebaut wurden, also entweder gleichen Zeit wie Ardnave House oder etwas später.

## Beschreibung
Ardnave Steading liegt zusammen mit Ardnave House isoliert in der kleinen Siedlung Ardnave. In der Vergangenheit war diese Region weitaus dichter besiedelt. So lebten 1841 noch 77 Personen in der Ortschaft. Der See Ardnave Loch liegt weniger als 100 m südöstlich. Die 33,7 m lange Front des Gebäudes ist mit drei Blendbögen und einer zinnenbewehrten Brüstung versehen, welche die dahinter gelegenen landwirtschaftlichen Gebäude verblenden. Das Gebäude besteht aus Bruchstein und wurde teilweise in der traditionellen Harling-Technik verputzt. Dahinter gruppieren sich einstöckige Stallungen und teilweise verfallene Nebengebäude um einen Innenhof. Die Bedachung entspricht nicht mehr dem ursprünglichen Zustand und wurde teilweise durch ein Dach aus Asbest und Wellblech ausgetauscht.